# Skylab–2
A Skylab–2 háromszemélyes Apollo űrhajó, amely a Skylab-program keretében az első amerikai űrállomásra az első legénységet vitte.

## Küldetés
A Kennedy Űrközpontból egy Saturn IB hordozórakétával állították pályára. Megközelítés után az űrhajó többször körberepülte az űrállomást a keletkezett külső hibák felmérésre. A leszállás San Diegótól (Kalifornia) 1350 kilométerre délnyugatra, a Csendes-óceánra történt. 1973. május 25. és 1973. június 22. között 28 napot és 50 percet töltöttek a világűrben.
A küldetés fő feladata a megsérült űrállomás megjavítása volt. A kutatási feladatokat a csökkent energiaforrás miatt részenként hajtották végre (csillagászati földfotózás, orvosi és biológiai kutatások). Az űrhajó ajtajában állva egy 3 méter hosszú szerszámmal a beszorult napelemszárnyak kinyitásával – eredménytelenül – dolgoztak. Az összekapcsolódáskor a dokkoló szerkezet nem működött megfelelően. Engedélyt kaptak, hogy kinyitva az űrkabint segítsék az összekapcsoló szerkezet működését. A művelet lehetővé tette a stabil kapcsolat létrejöttét. Az űrhajósok csak a pihenés után, űrruhában szálltak át az űrállomásra. A belső hőmérséklet csökkentése érdekében egy hővédő ernyőt feszítettek ki az egyik figyelő nyíláson keresztül. Űrsétával, kézi mozgatással nyitották ki a beszorult napelemszárnyakat. A második űrsétával az akkumulátor töltésszabályzóját javították meg, egy jól irányított kalapácsütéssel. A program befejeztével takarítottak, a kutatási program eredményeit összepakolták, majd átszálltak az űrhajóba, amelyet elválasztottak az űrállomástól.

## Személyzet
| Küldetés | Űrhajósok | Indulás         | Visszatérés      | Időtartam |
| -------- | --- | --------------- | ---------------- | --------- |
| Skylab–2 | Charles Conrad (program parancsnok) Joseph Kerwin (tudományos program vezetője) Paul J. Weitz (űrhajós pilóta) | 1973. május 25. | 1973. június 22. | 28 nap    |

## Külső hivatkozások
- Skylab–2. spacefacts.de. (Hozzáférés: 2012. március 17.)